# Passerina paleacea
Passerina paleacea är en tibastväxtart som beskrevs av Johan Emanuel Wikström. Passerina paleacea ingår i släktet Passerina och familjen tibastväxter. Inga underarter finns listade i Catalogue of Life.